# Thomas M. Patterson
Thomas MacDonald Patterson, född 4 november 1839 i grevskapet Carlow, död 23 juli 1916 i Denver, var en irländsk-amerikansk politiker (demokrat). Han representerade delstaten Colorado i båda kamrarna av USA:s kongress, först i representanthuset 1877-1879 och sedan i senaten 1901-1907.
Patterson föddes på Irland och utvandrade med sina föräldrar till USA som barn. De bosatte sig först år 1849 i New York och flyttade sedan 1853 vidare till Indiana. Patterson deltog i amerikanska inbördeskriget i nordstaternas armé. Han studerade juridik och inledde 1867 sin karriär som advokat i Indiana. Han flyttade 1872 till Denver och fortsatte i advokatyrket.
Patterson representerade Coloradoterritoriet som icke röstberättigad delegat i USA:s kongress 1875-1876. Colorado blev 1876 delstat och fick fullvärdig representation i båda kamrarna. Patterson kandiderade till representanthuset i kongressvalet 1876 men förlorade mot James B. Belford. Han överklagade sedan framgångsrikt valresultatet och efterträdde Belford som kongressledamot i december 1877. Han ställde inte upp för omval i kongressvalet 1878 och efterträddes i mars 1879 av företrädaren Belford. Patterson var sedan verksam som advokat och från och med 1890 som publicist i Denver.
Patterson efterträdde 1901 Edward O. Wolcott som senator för Colorado. Han efterträddes sex år senare av Simon Guggenheim.
Patterson återvände till publicistyrket efter sin tid i senaten. Han gravsattes på Fairmount Cemetery i Denver.